# Tilmatura dupontii
Tilmatura dupontii là một loài chim trong họ Trochilidae. Loài được tìm thấy ở Costa Rica, El Salvador, Guatemala, Honduras, México, và Nicaragua. Môi trường sống tự nhiên là rừng cận nhiệt, nhiệt đới ẩm ướt và các khu rừng trước đây bị suy giảm mạnh.